# Eparchia czernihowska (Patriarchat Moskiewski)
Eparchia czernihowska – jedna z eparchii Ukraińskiego Kościoła Prawosławnego Patriarchatu Moskiewskiego. Jej obecnym ordynariuszem jest metropolita czernihowski i nowogrodzko-siewierski Ambroży (Polikopa), zaś funkcję katedry pełni sobór Trójcy Świętej w Czernihowie.

Eparchia czernihowska na tle podziału administracyjnego UKP PM

Eparchia czernihowska kontynuuje tradycję administratury o tej samej nazwie funkcjonującej w strukturach metropolii kijowskiej Patriarchatu Konstantynopolitańskiego, działającej od przełomu X i XI w. do końca XV stulecia. Reaktywowana w 1657, eparchia weszła w 1685 do Patriarchatu Moskiewskiego razem z całą metropolią kijowską. Od 1799 do 1803 eparchia nosiła nazwę małorosyjskiej – czernihowskiej, następnie przyjęła ponownie nazwę pierwotną.
Struktury eparchii zostały niemal całkowicie zniszczone w czasie masowych prześladowań prawosławnych w ZSRR w latach 30. XX wieku. Część świątyń zwrócono Kościołowi prawosławnemu dopiero po agresji niemieckiej na ZSRR. W latach 1959–1989 biskupi czernihowscy byli równocześnie locum tenens eparchii sumskiej. W latach 80. XX wieku, razem ze zmianami politycznymi w ZSRR, rozpoczęło się odbudowywanie struktur administratury.
Eparchii podlega pięć klasztorów:
- monaster św. Jerzego w Danewce, żeński
- monaster Narodzenia Matki Bożej w Domnicy, męski
- Jelecki Monaster Zaśnięcia Matki Bożej, żeński
- monaster św. Laurentego Czernihowskiego w Beresoczu, żeński
- monaster Przemienienia Pańskiego w Nowogrodzie Siewierskim, męski

## Biskupi czernihowscy
- Łazarz (Baranowicz), 1657–1692
- Teodozjusz (Połonicki-Uglicki), 1692–1696
- Jan (Maksymowicz), 1697–1712
- Antoni (Stachowski), 1713–1721
- Irodion (Żurakowski), 1722–1734
- Hilarion (Rogalewski), 1735–1738
- Nikodem (Skrebnicki), 1738–1740
- Antoni (Czernowski), 1740–1742
- Ambroży (Dubnewycz), 1742–1750
- Herakliusz (Komarowski), 1752–1761
- Cyryl (Laszewecki), 1761–1770
- Teofil (Ihnatowicz), 1770–1788
- Hieroteusz (Malicki), 1788–1796
- Wiktor (Sadkowski), 1796–1803
- Michał (Diesnicki), 1803–1818
- Szymon (Kryłow-Płatonow), 1818–1820
- Laurenty (Bakszewski), 1820–1831
- Włodzimierz (Użynski), 1831–1836
- Paweł (Podlipski), 1836–1859
- Filaret (Gumilewski), 1859–1866
- Warłaam (Dienisow), 1866–1871
- Nataniel (Sawczenko), 1871–1875
- Serapion (Majewski), 1876–1882
- Beniamin (Bykowski), 1882–1893
- Sergiusz (Sokołow), 1893
- Antoni (Sokołow), 1893–1911
- Bazyli (Bogojawleński), 1911–1917
- Pachomiusz (Kiedrow), 1917–1930
- Stefan (Procenko), 1932–1936
- Szymon (Iwanowski), 1942–1944
- Borys (Wik), 1945–1947
- Paisjusz (Obrazcow), 1947
- Jakub (Zaika), 1948–1953
- Arseniusz (Kryłow), 1953–1954
- Guriasz (Jegorow), 1954–1955
- Andrzej (Suchenko), 1955–1961
- Ignacy (Demczenko), 1962
- Pankracy (Kaszperuk), 1962
- Teodozjusz (Prociuk), 1962–1964
- Nestor (Tuhaj), 1964–1969
- Włodzimierz (Sabodan), 1969–1973
- Antoni (Wakaryk), 1973–2003
- Ambroży (Polikopa), od 2003